# Minerwa Maliori
Minerwa Melpomeni (Meni) Maliori, gr. Μινέρβα Μελπομένη (Μένη) Μαλλιώρη (ur. 30 sierpnia 1952 w Patras) – grecka lekarka, działaczka społeczna, od 1999 do 2004 posłanka do Parlamentu Europejskiego.

## Życiorys
W okresie dyktatury była tymczasowo aresztowana za prowadzoną działalność. Ukończyła w 1975 szkołę dentystyczną na Uniwersytecie w Atenach, a trzy lata później została absolwentką szkoły medycznej przy tej uczelni. Kształciła się również podyplomowo m.in. na University of Nottingham. W 1989 uzyskała stopień doktora w Atenach. Pracowała m.in. jako wykładowca akademicki (w zakresie psychiatrii). W 1987 została ekspertem Światowej Organizacji Zdrowia. Zaangażowana w kampanie przeciwdziałania narkomanii, wchodziła w skład różnych ciał doradczych zajmujących się upowszechnianiem usług zdrowotnych, a także sprawami równouprawnienia.
W 1999 z listy Panhelleńskiego Ruchu Socjalistycznego uzyskała mandat posłanki do Parlamentu Europejskiego V kadencji. Należała do grupy socjalistycznej, pracowała w Komisji Ochrony Środowiska, Zdrowia i Ochrony Konsumentów. W PE zasiadała do 2004.
Po odejściu z Europarlamentu powróciła do działalności społecznej m.in. jako wiceprezes Europejskiego Centrum ds. Zapobiegania i Kontroli Chorób.